# Cimanggu 1
Cimanggu 1 is een bestuurslaag in het regentschap Bogor van de provincie West-Java, Indonesië. Cimanggu 1 telt 9082 inwoners (volkstelling 2010).